# Couvée

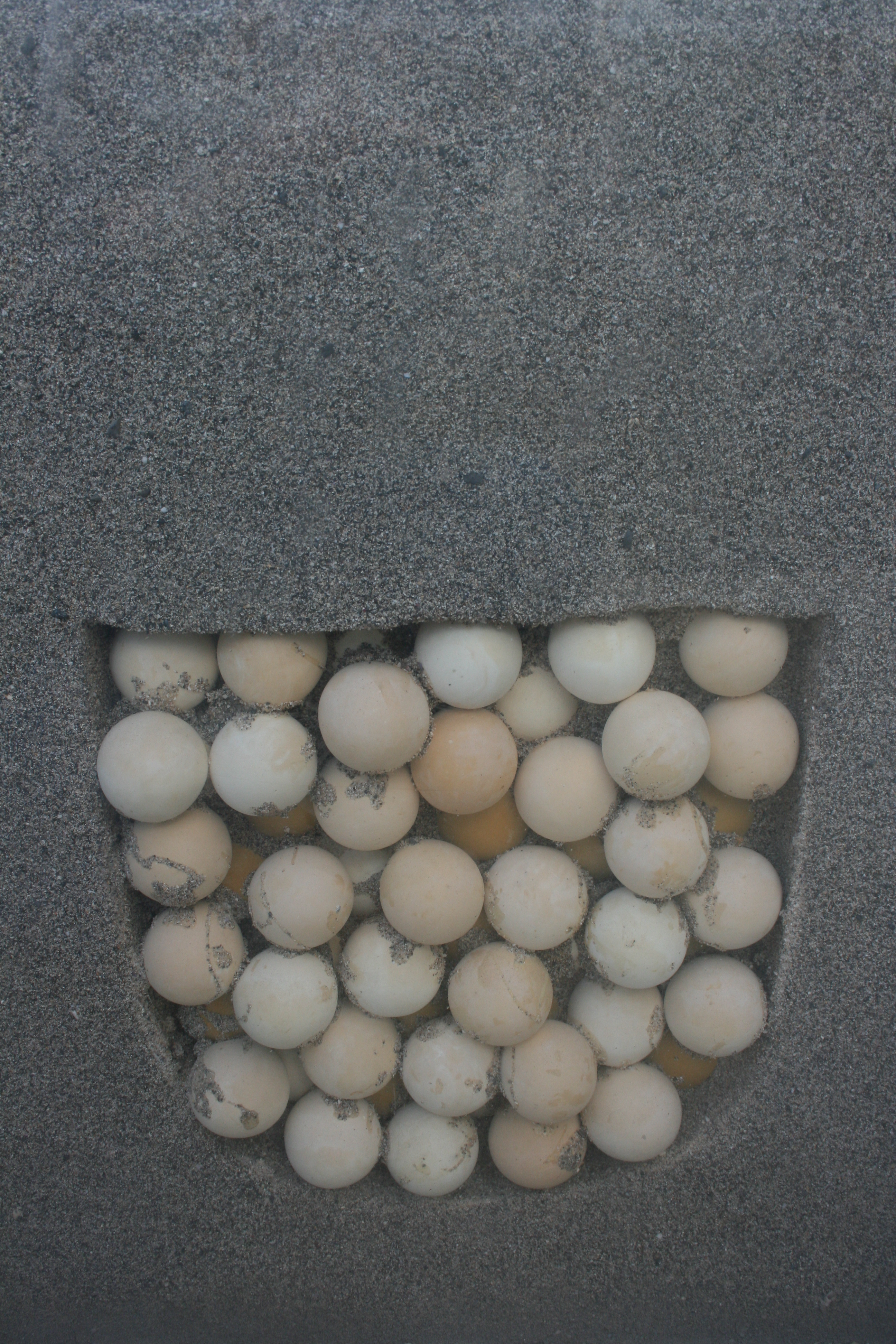
Couvée d'une tortue marine.

Une couvée est l'ensemble des œufs qu’un animal (oiseau, amphibien, poisson, etc.) couve ou protège en même temps après les avoir pondus. Par extension, le mot peut désigner les petits qui sont éclos au site de ponte ou de nidification.
On appelle nichée l'ensemble des oisillons d’une même couvée encore au nid.
Il y a 500 millions d'année, la couvaison existait déjà, notamment chez des animaux marins : la crevette Waptia fieldensis couvait un petit nombre d'œufs agglutinés sous sa carapace, ce qui délimitait pour sa couvée un milieu protégé des agressions extérieures et bien ventilé.
Au sein de chaque espèce, le nombre d’œufs d’une couvée varie selon divers facteurs, dont les conditions de l'habitat, la santé des parents, le soin parental, la saison ou encore la pression de la prédation.

## Prédation sur la couvée
L'intensité de la prédation a notamment une influence sur l'investissement parental, sur la taille et le nombre des œufs de la couvée (possibilité d'une double couvée[pas clair]), et sur le nourrissage des petits.

## Influence des conditions écologiques
L'influence des conditions écologiques est très variable. Lorsque la nourriture est présente en abondance tout au long de l’année, et l'habitat saturé par des congénères, les parents adoptent une stratégie d’histoire de vie lente : peu d’œufs par couvée, mais un soin parental prolongé. Même lorsque le petit est en mesure de se nourrir par lui-même, ce qui permet un taux de survie élevé. Lorsque les ressources sont concentrées sur une partie de l’année, le soin parental bref favorise une succession rapide de couvées durant la période de reproduction. Si ces ressources diminuent, il se produit une réduction de la nichée (en) par l'élimination du moins viable des poussins (généralement le plus jeune).

## Rôle du soin parental
Chez les espèces monogames, le père social qui s’occupe de la couvée n’est pas forcément le père génétique de l’ensemble de la couvée, et peut, devant une réduction de la certitude de paternité, réduire le soin parental, ce qui a des conséquences négatives pour la progéniture.
Il n'est pas rare, chez les oiseaux, qu'un des parents (le plus souvent le mâle) déserte le nid pour s’accoupler à nouveau. Le parent restant peut alors compenser le soin du parent parti, pour que la couvée bénéficie d’une même quantité de soin, au détriment de sa valeur reproductive résiduelle. Ou alors, au contraire, ne pas changer son niveau de soin, au détriment de la couvée.
Le conflit parents-progéniture peut avoir des conséquences négatives pour la couvée ; dans les cas extrêmes, un ou plusieurs petits de la couvée sont victimes d'infanticide.
La stratégie reproductrice (polygynie, polyandrie) influe sur le soin parental, ce qui se répercute sur la couvée.
Il arrive aussi que des couples soient menés à recevoir, (ou "voler") l'œuf d'un autre couple, qui serait pour divers raisons vu comme dans l'incapacité de s'occuper de leur progéniture. À la suite de quoi ils prennent à leur charge la couvaison et la gestion du petit une fois né.  

## Galerie

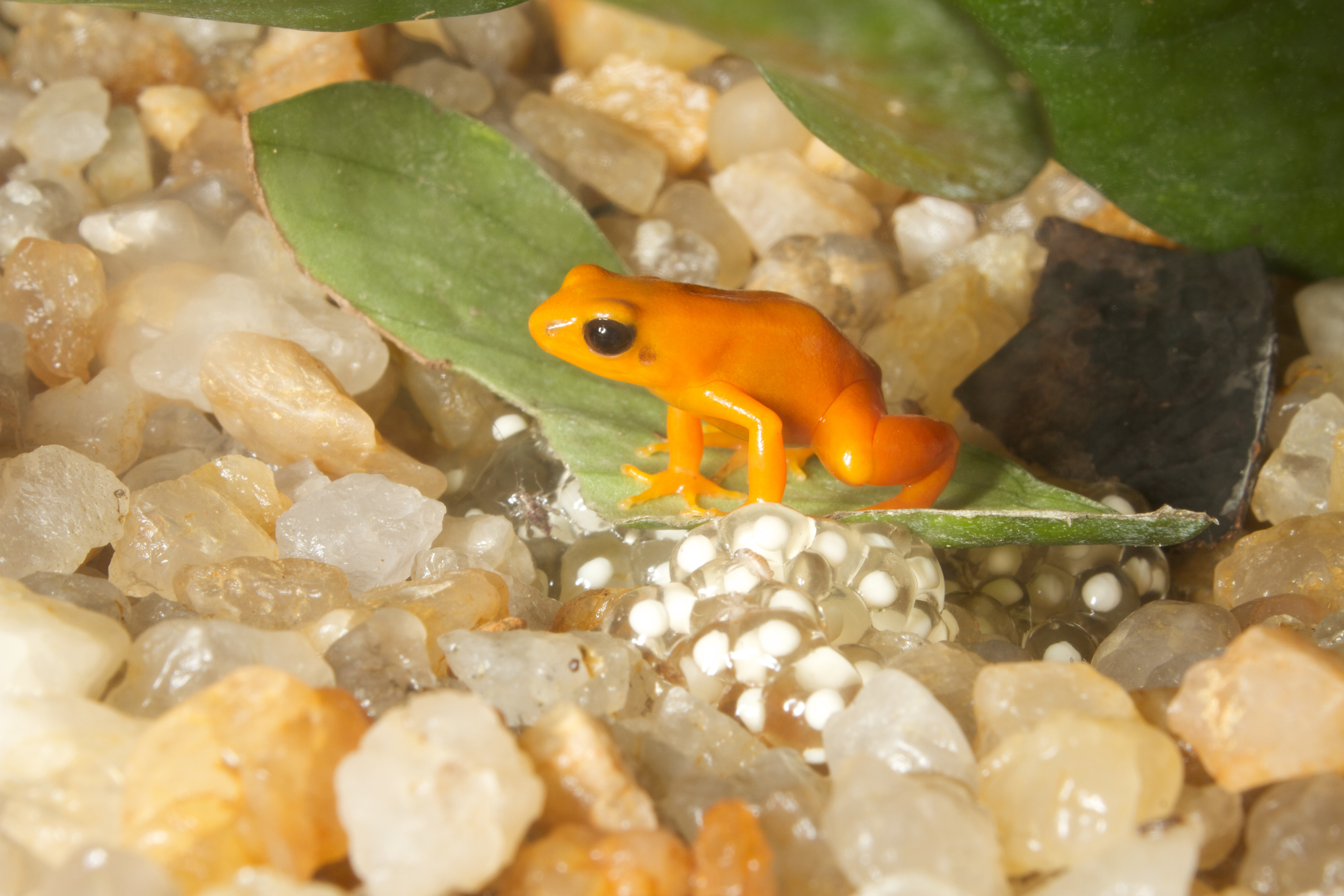
La couvaison de la mantelle augmente les chances de survie des embryons
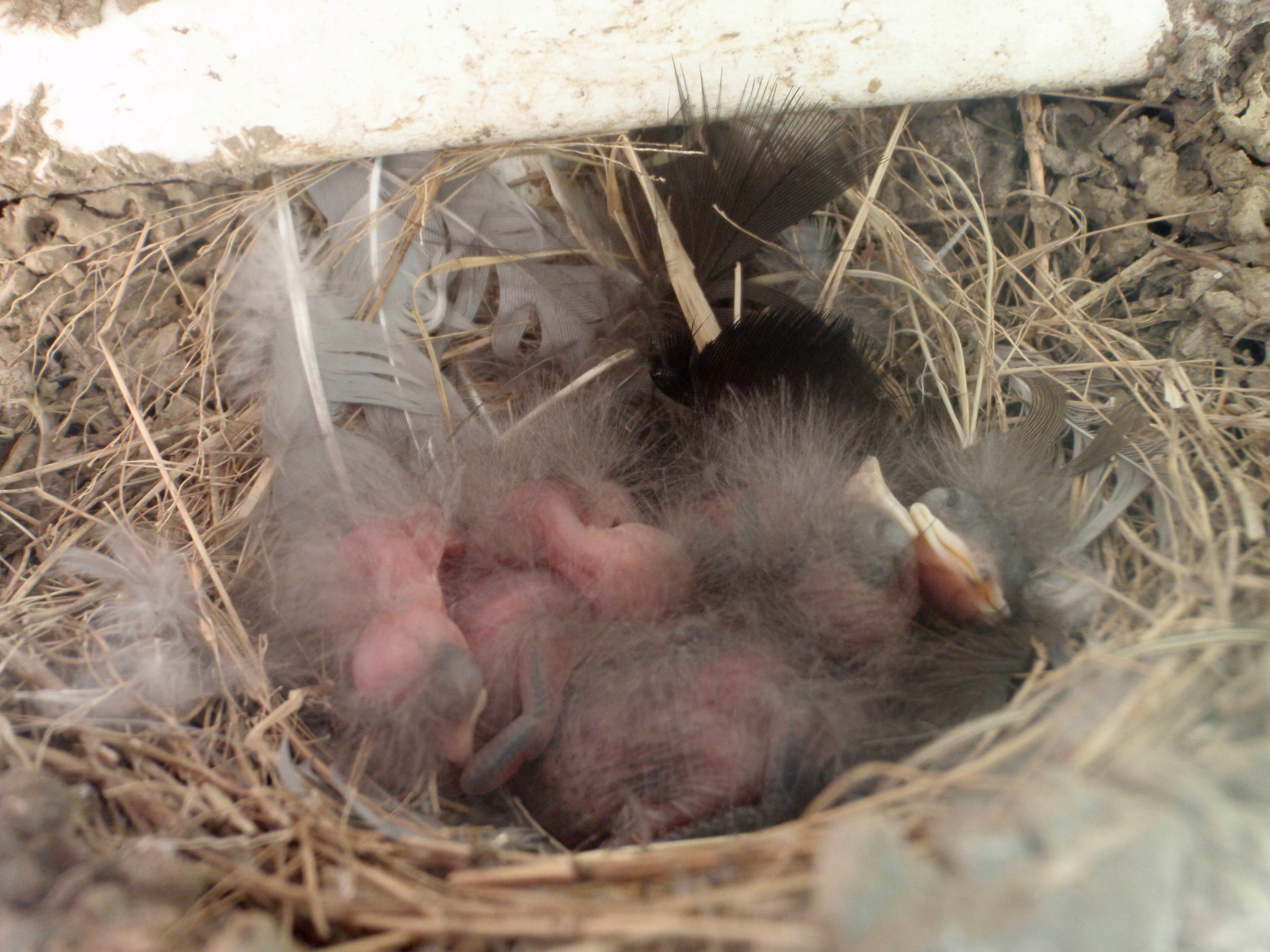
Couvée des oisillons chez l'Hirondelle rustique
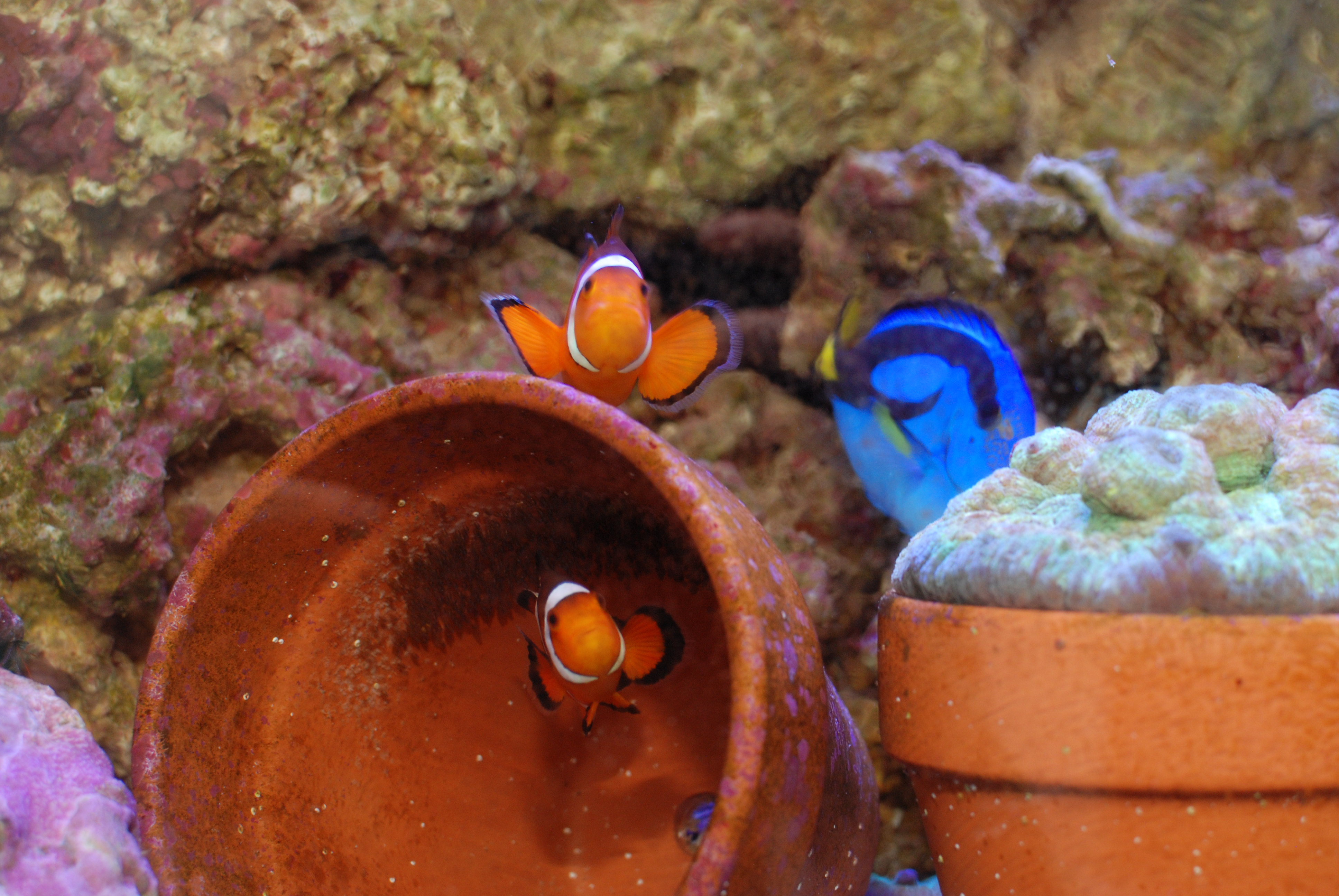
Soin parental du poisson-clown : le mâle a la charge de protéger, ventiler et nettoyer les œufs
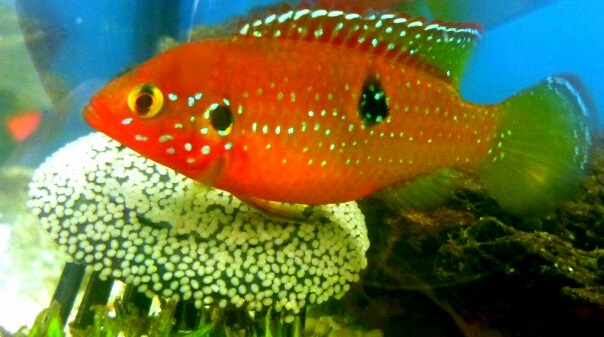
Femelle Hemichromis ventilant sa couvée
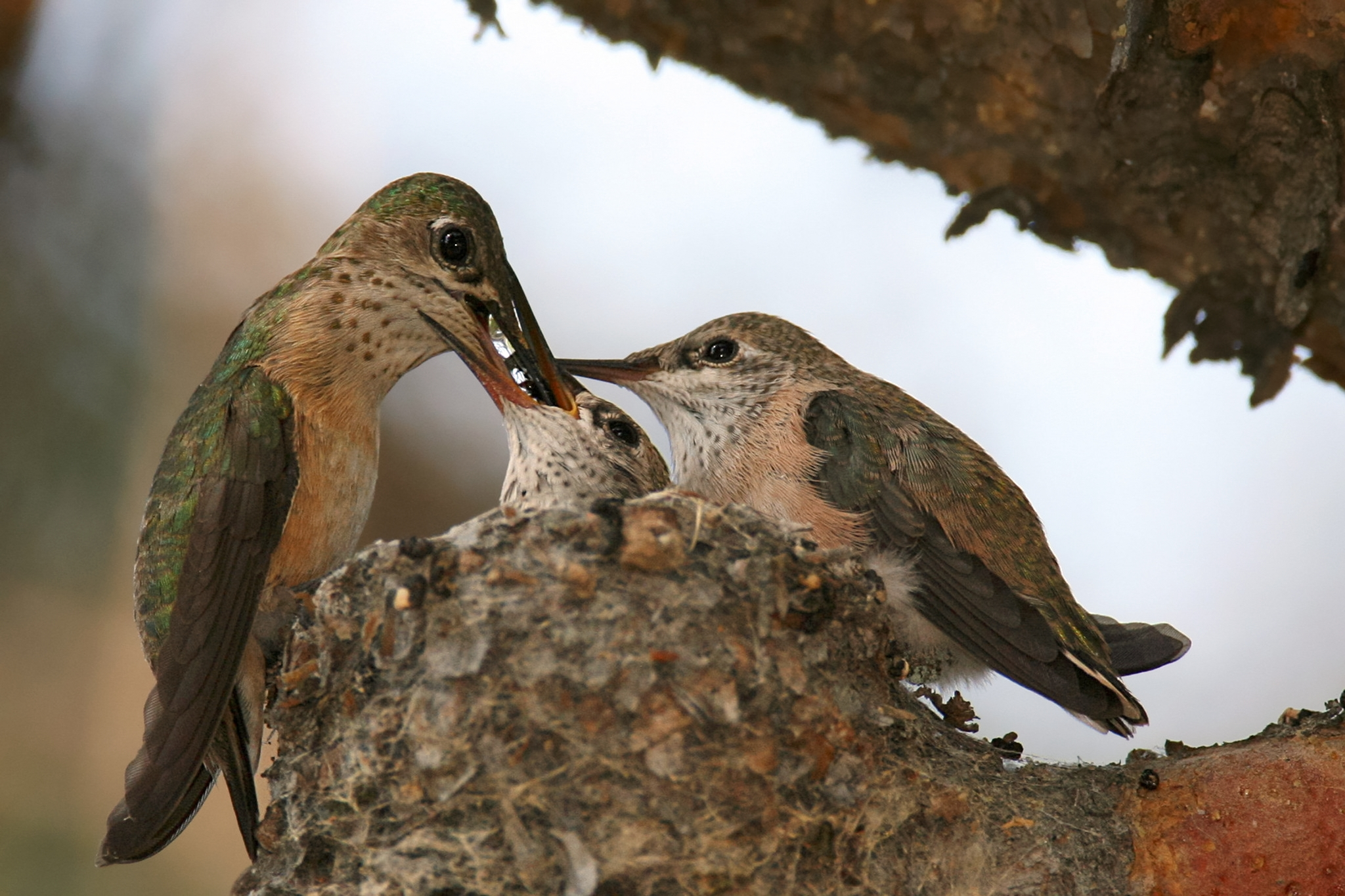
Colibri calliope nourrissant un petit de sa couvée
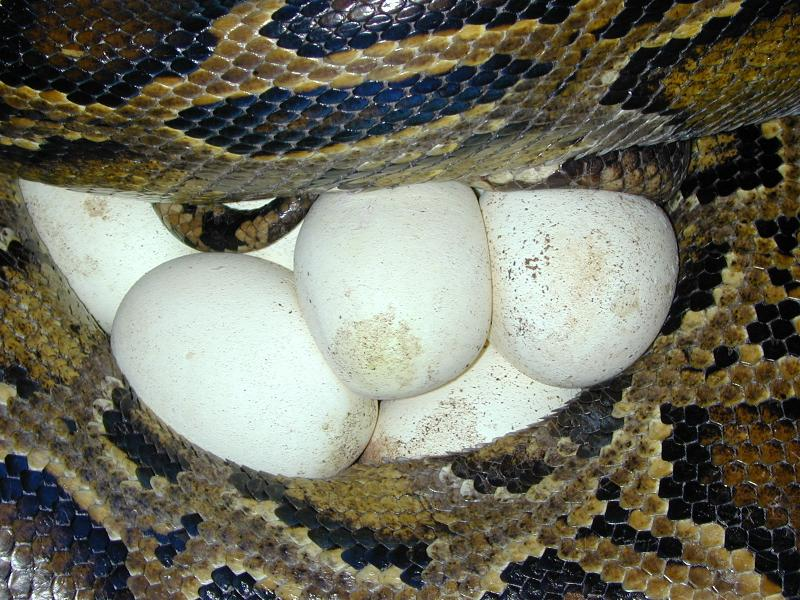
Python molure et sa couvée
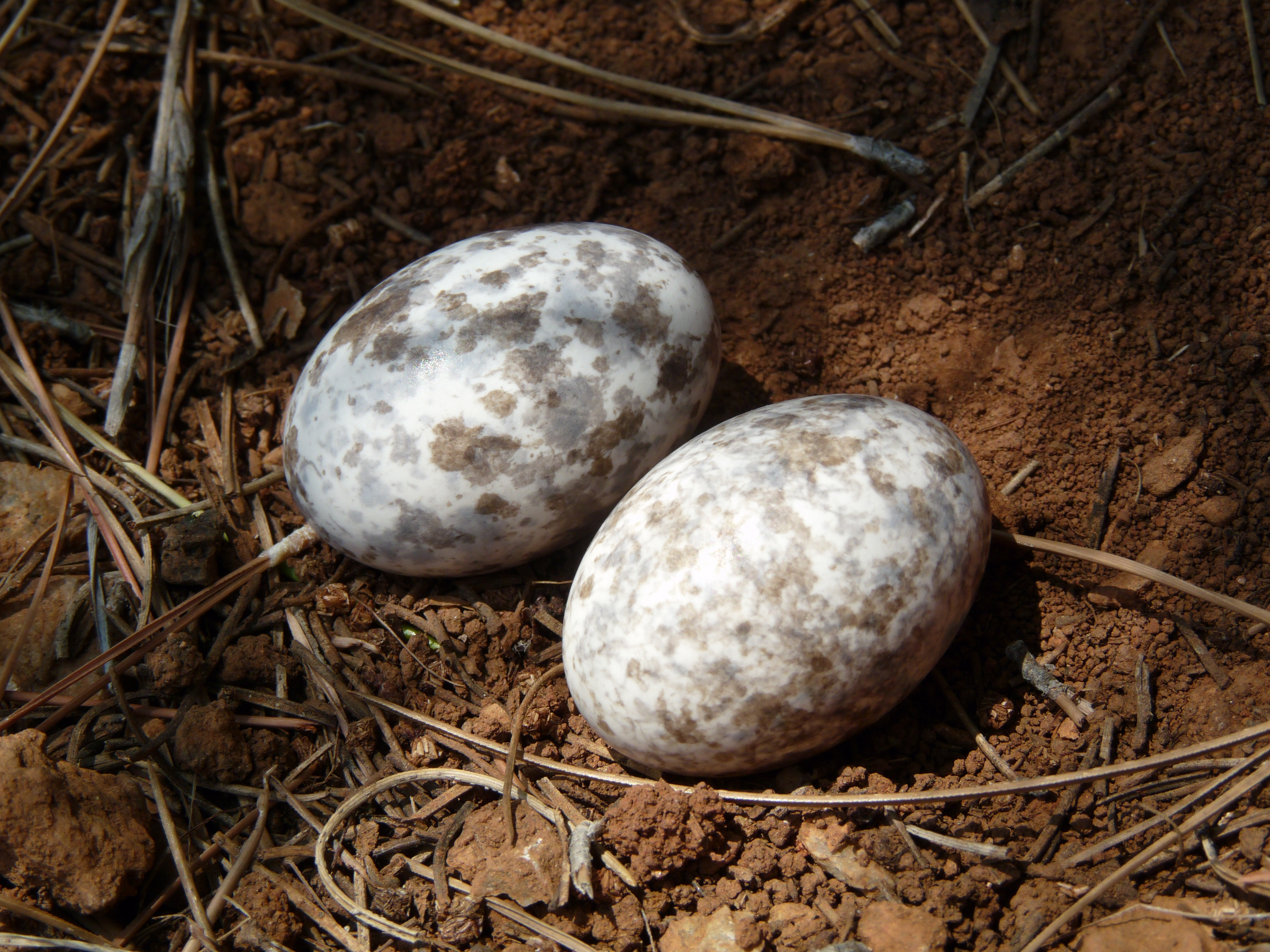
L'Engoulevent d'Europe pond une couvée sans nid
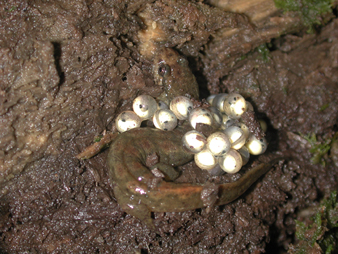
Couvée de salamandre
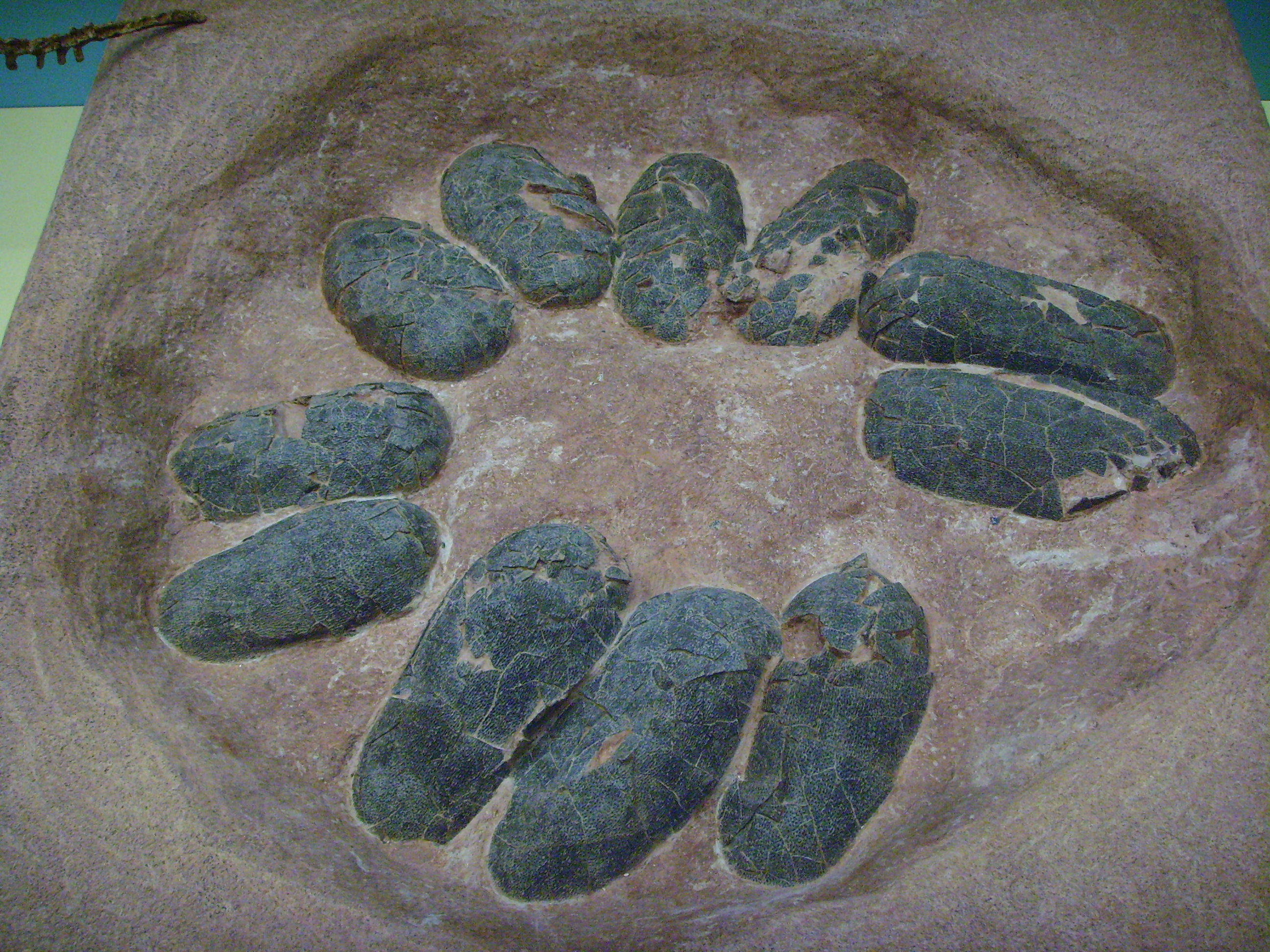
Couvée d'Oviraptor contenant des œufs fossilisés
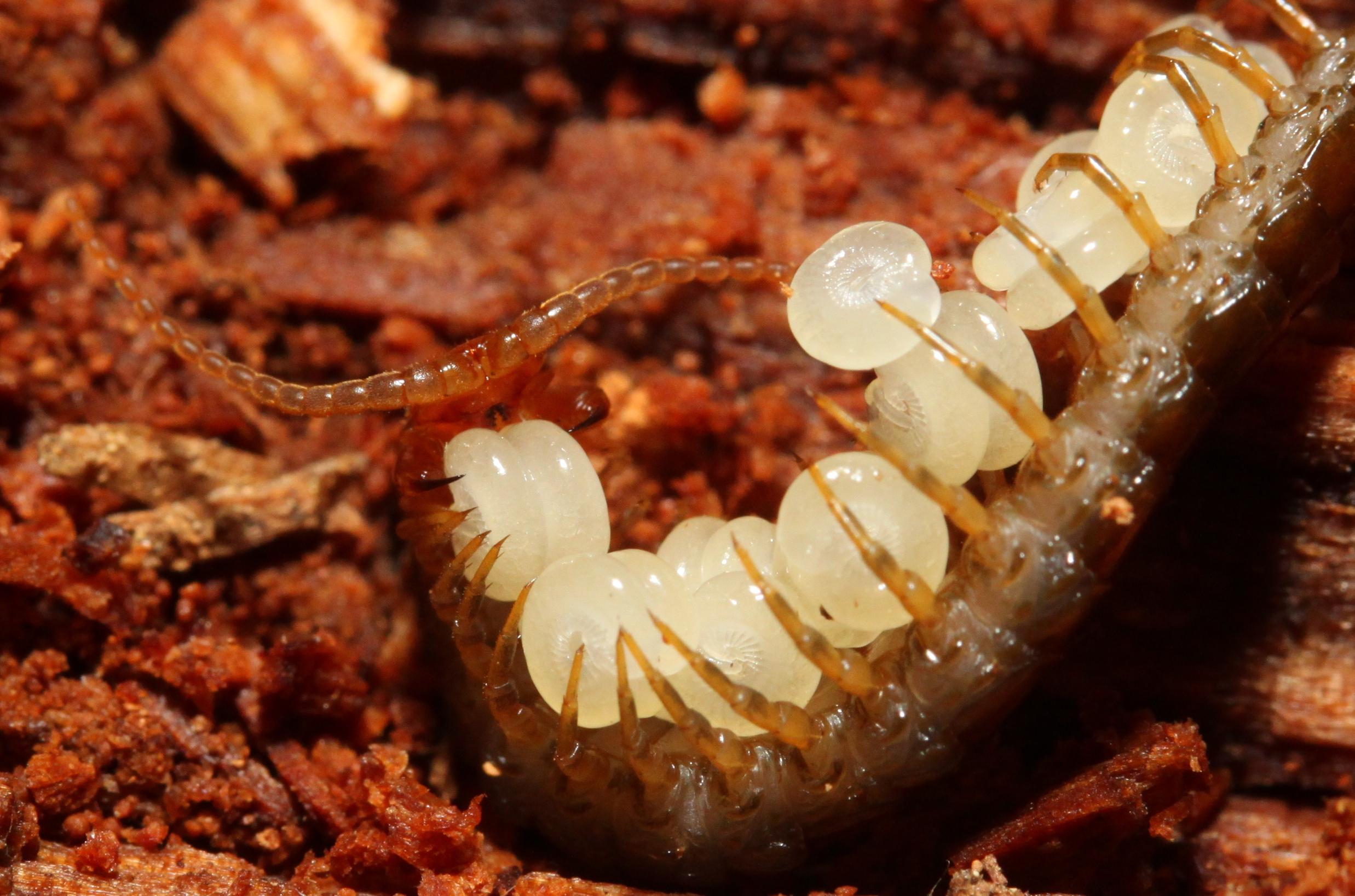
Chilopode protégeant ses œufs